# Beerware
Beerware es un término de licencia de software otorgado bajo términos muy libres, es decir, es una variante de licencia de software muy poco restrictiva. (de carácter irónico al igual que licencias similares). Provee al usuario final el derecho a un programa particular (y hacer lo que quiera con el código fuente).

## Historia
El término fue inventado por John Bristor en Pensacola, Florida el 25 de abril de 1987, y el primer software que será distribuido bajo licencia beerware y cargado en el sistema de tablón de anuncios se da en los años 1987 y 1988.[cita requerida] Desde entonces, muchas variantes de este tipo de licencia han aparecido en circulación.

## Descripción
BeerWare generalmente cae bajo dominio público. El derecho de autor recae en el autor. Esta licencia se usa principalmente a través del software distribuido en la Internet. Por lo general se puede ver en las aplicaciones más ligeras, módulos CGI, clases PHP, y similares. La dirección en la que el autor quiere recibir la caja de cerveza a menudo se menciona en un documento que se incluye con el software.
En caso de que el usuario del producto conozca al autor y considere el software como de utilidad, se le anima a comprar ya sea una cerveza al autor "a cambio" o beber una ellos mismos en su nombre para "devolver el favor". El proyecto Fedora y el proyecto humanitario FOSS en el Trinity College reconocieron la variante de la "versión 42" de la licencia Beerware como una licencia extremadamente permisiva "solo para derechos de autor", y lo consideran como compatible con la GPL. A partir de 2016 la Fundación para el Software Libre no menciona explícitamente esta licencia, pero su lista de licencias contiene una entrada para licencias informales, que se enumeran como libre, sin copyleft, y compatible con la GPL. Sin embargo, la FSF recomienda el uso de licencias más detalladas sobre las informales.

## Licencia
La licencia Beerware de Poul-Henning Kamp es simple y corta, en contraste con la GPL, lo que él ha descrito como una "broma". El texto completo de la licencia de Kamp es:
La licencia tiene el siguiente contenido:
Inglés
```
/*
 * ----------------------------------------------------------------------------
 * "THE BEER-WARE LICENSE" (Revision 42):
 * <phk@FreeBSD.ORG> wrote this file. As long as you retain this notice you
 * can do whatever you want with this stuff. If we meet some day, and you think
 * this stuff is worth it, you can buy me a beer in return Poul-Henning Kamp
 * ----------------------------------------------------------------------------
 */
```

Español
```
/*
* ----------------------------------------------------------------------------
* "LA LICENCIA BEER-WARE" (Versión 42):
* <Phk@FreeBSD.ORG> escribió este archivo. Siempre y cuando usted mantenga este aviso,
* puede hacer lo que quiera con esta materia. Si nos encontramos algún día, y usted piensa
* que esto vale la pena, me puede comprar una cerveza a cambio. Poul-Henning Kamp
* ----------------------------------------------------------------------------
*/
```

## Licencias similares
Otros modelos de licencia, montados de manera similar son:
- Productos de chocolate (enviar el autor una pizarra de chocolate)
- Mercancías de música (enviar el autor de un CD de música)
- Postcardware o Cardware (enviar al autor una postal)
- Emailware (enviar el autor de un correo electrónico)
- Careware (usted dona dinero a una causa o una organización de caridad)
- LinkWare (llamadas cuando utilice o favorece un enlace al sitio de autor)
- Niceware (pregunta al usuario, frases como “I swear I did something nice!” ("Juro que hice algo bueno!"). NOTA: Introduzca antes de alcanzar la plena operatividad)